# جون مارتي
جون مارتي (بالإنجليزية: John Marty)‏ هو سياسي أمريكي، ولد في 1 نوفمبر 1956 في إيفانستون في الولايات المتحدة. حزبياً، نشط في حزب العمال المزارعين الديمقراطيين في مينيسوتا والحزب الديمقراطي. وقد انتخب عضو مجلس ولاية مينيسوتا (6 يناير 1987 – ).

## وصلات خارجية
- الموقع الرسمي